# Laimont
Laimont je francouzská obec v departementu Meuse v regionu Grand Est. Žije zde 426 obyvatel.

## Geografie

### Sousední obce
| Růžice kompasu | Villers-aux-Vents  | Louppy-le-Château | Val-d'Ornain        | Růžice kompasu |
| Růžice kompasu | Brabant-le-Roi     | Sever             |                     | Růžice kompasu |
| Růžice kompasu | Brabant-le-Roi     | Laimont           |                     | Růžice kompasu |
| Růžice kompasu | Brabant-le-Roi     | Jih               |                     | Růžice kompasu |
| Růžice kompasu | Revigny-sur-Ornain |                   | Neuville-sur-Ornain | Růžice kompasu |